# Кураково
Кура́ково (рос. Кураково) — присілок у складі Чебулинського округу Кемеровської області, Росія.

## Населення
Населення — 357 осіб (2010; 532 у 2002).
Національний склад (станом на 2002 рік):
- росіяни — 97 %